# マッケンジー川

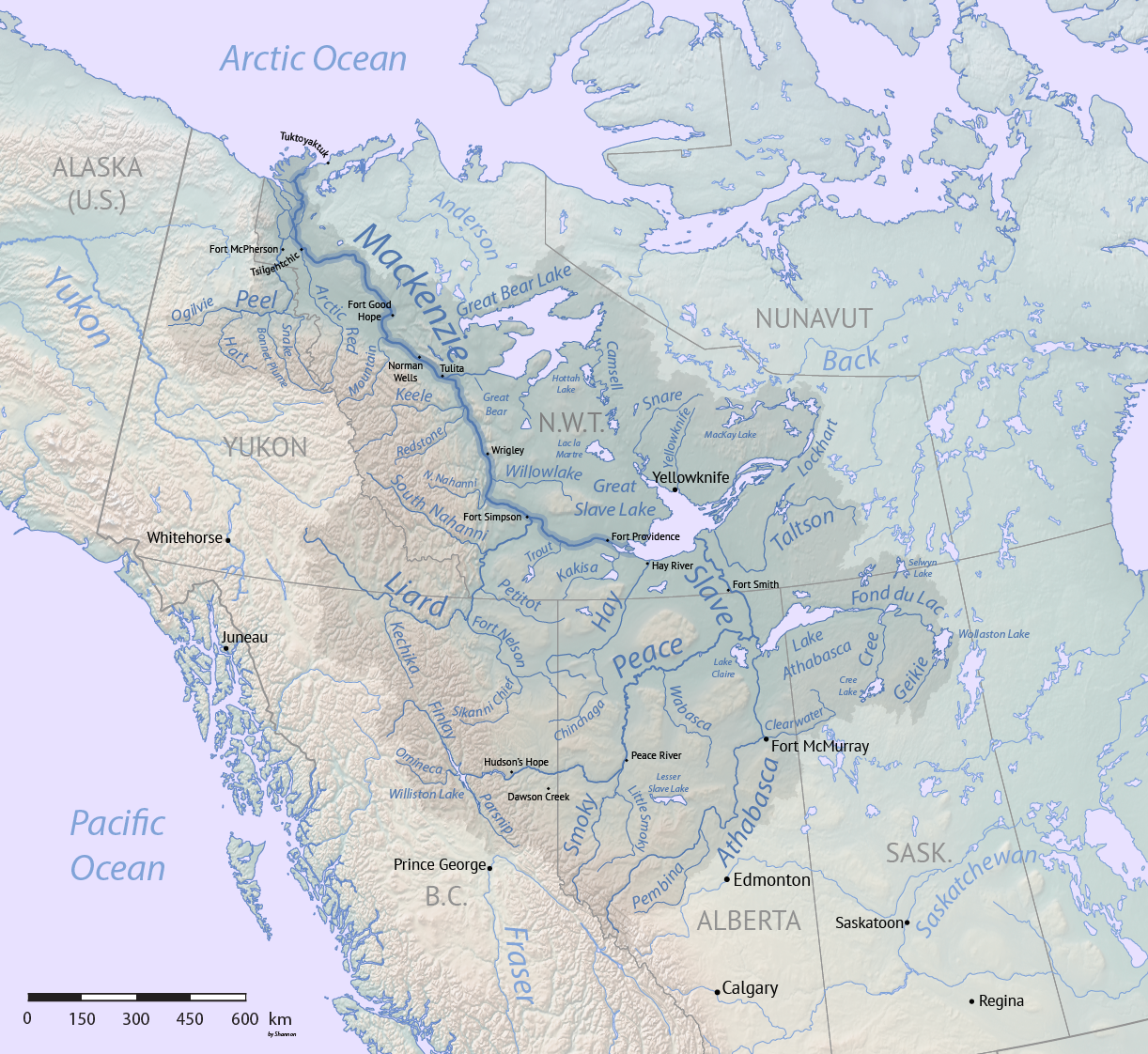
マッケンジー川流域

マッケンジー川（マッケンジーがわ、イヌクティトゥット語:ᒫᑭᓐᓯ ᑰᒃ、英語:Mackenzie River）は、カナダのノースウエスト準州を流れ、ボーフォート海（北極海）へ注ぐ川である。
カナダ国内においては最長の川で、流域面積はカナダの面積の内五分の一を占める。またピース川とFinlay川をあわせた長さ4,241kmは、北アメリカ大陸でも2番目の長さである。流域にはグレートベア湖、グレートスレイブ湖、アサバスカ湖など大小無数の湖が含まれる。一年のうち5ヶ月程度は航行可能で、10月から5月までは凍結する。名前は1789年にアサバスカ湖から上流を探検したアレグザンダー・マッケンジーにちなんで命名された。マッケンジー川とユーコン川の分水嶺はノースウェスト準州とユーコン準州との境界になっている。なお、マッケンジー川の河口近くにはイヌヴィックがある。

## マッケンジー川水系の川、湖
下流より記載　＊印は川の途中にある湖
- ピール川
- グレートベア川
  - グレートベア湖
- キール川（Keele River）
- レッドストーン川（Redstone River）
- リアード川
- グレートスレイブ湖
  - カキサ川
    - タスリナ湖　＊

  - ヘイ川
  - スレイブ川（ピース川に含まれる場合あり）
    - ピース川
      - ワバスカ川
      - スモーキー川
      - フィンレイ川（Finlay River）

    - アサバスカ湖
      - クレア湖
      - アサバスカ川
        - ファイアバグ川
        - クリアウォーター川 
          - クリスティーナ川
            - ジャックフィッシュ川
              - クリスティーナ湖

        - レッサースレイブ川
          - レッサースレイブ湖

        - フィドル川
        - スネアリング川
        - マライン川

      - フォンデュラク川
        - ブラック湖　＊
          - チップマン川
            - セルウィン湖

          - クリー川

        - ウォラストン湖 - コクレーン川（チャーチル川水系）へも流出